# Тень прошлого (Властелин колец: Кольца власти)
«Тень прошлого» (англ. A Shadow of the Past) — первый эпизод американского фантастического телесериала «Властелин колец: Кольца власти». Был снят режиссёром Хуаном Антонио Байоной по сценарию Джона Д. Пейна и Патрика Маккея. Его премьера состоялась 2 сентября 2022 года.

## Сюжет
Действие «Тени прошлого» происходит во Вторую эпоху легендариума Дж. Р. Р. Толкина. Одна из сюжетных линий связана с эльфийкой-воительницей Галадриэль, которая столетиями ищет в Средиземье Саурона — союзника Моргота, разбитого эльфами в Войне Гнева. Другие эльфы уверены, что враг окончательно уничтожен, но Галадриэль иного мнения; чтобы продолжить поиски, она даже отказывается от возвращения в Валинор. Другая сюжетная линия рассказывает о племени хоббитов-мохноногов. Юная представительница этого народа Нори Брэндифут отличается любопытством и хочет больше узнать об устройстве мира, но не находит понимания у соплеменников. Третья сюжетная линия локализована на юге Средиземья, в землях людей. Лесной эльф-стражник Арондир тайком встречается с женщиной по имени Бронвин. Сын последней по имени Тео находит сломанный меч с меткой Саурона.
В финале на землю недалеко от поселения мохноногов падает огненный шар. Нори Брэндифут прибегает на место падения и видит там тело бородатого мужчины.

## Премьера и оценки
«Тень прошлого» впервые показали 2 сентября 2022 года вместе со второй серией, «По течению». Один из рецензентов отметил, что авторы эпизода «добротно зарядили сериал пафосом и обстоятельно подошли к знакомству зрителя с ключевыми персонажами». При этом они попытались сочетать несочетаемое: «эстетику и пафос классического фэнтези» с «реализмом гримдарка». Звучат претензии в связи с изменением образа Галадриэль, рваностью повествования, отсутствием эмоциональной связи с персонажами, клишированностью диалогов.
В целом кинокритики высокого мнения о «Тени прошлого», как и о втором эпизоде. Они отмечают высокое качество операторской работы, благодаря которому, по словам одного из рецензентов, первая серия «порой больше походит на вереницу скринсейверов ультравысокого разрешения или визуальные инсталляции „АЕС+Ф“, где каждый кадр — полотно». Были замечены отсылки к известным картинам (в частности, к «Апофеозу войны» Василия Верещагина). Критики отмечают, что визуальная составляющая органично сочетается с «толкиновским пафосным нарративом».
Зрители (особенно поклонники творчества Толкина) настроены более критично, видя в сериале и, в частности, в первой серии заметные несоответствия канону.